# Sárgacsőrű réce
A sárgacsőrű réce (Anas undulata) a madarak (Aves) osztályának lúdalakúak (Anseriformes) rendjébe, ezen belül a récefélék (Anatidae) családjába tartozó faj.

## Rendszerezése
A fajt Charles Frédéric Dubois belga természettudós írta le 1839-ben.

## Alfajai
- Anas undulata rueppelli Blyth, 1855 - északon
- Anas undulata undulata C. F. Dubois, 1839[2] - délen

## Előfordulása
Afrika déli és keleti részein honos. Természetes élőhelyei a édesvízi mocsarak, tavak, folyók és patakok, valamint sós mocsarak, tavak és tengerpartok. Nem költöző madár, de a száraz évszakban elkóborol olyan helyekre, ahol megfelelő vizet talál.

## Megjelenése
Testhossza 51–63 centiméter, a hím testtömege 533–1300 gramm, a tojóé 600–1100 gramm. Tollazata nagyjából szürke színű, feje sötétebb, csőre rikító sárga. A szárnyak belső része fehéres, felül pedig fehér körvonalas zöld tollak vannak. A felnőtteknél a két nem hasonló, a fiatalok elmosódott színűek. Az északkeleti állományok sötétebbek csőrük rikítóbb és a szárnyon levő zöld tollak helyett kék vannak.
|  |  |

## Életmódja
Az édesvizek récéje, tápláléka után lemerül. A nyílt térségeket kedveli, ahol késő délután és éjjel tevékeny. A hímnek csörgő hangja van, míg a tojónak hápogó.

## Szaporodása
Fészkét a szárazon, a dús növényzet között építi, de a víz közelében. Egy fészekaljban 6-12 tojás van.

## Természetvédelmi helyzete
Az elterjedési területe rendkívül nagy, egyedszáma pedig stabil. A Természetvédelmi Világszövetség Vörös listáján nem fenyegetett fajként szerepel. Az Agreement on the Conservation of African-Eurasian Migratory Waterbirds szerződés (vízimadarakat védő szerződés) érvényes. A déli alfaj veszélyeztetve van, mivel képes az elvadult házi kacsákkal kereszteződni (Rhymer 2006).